# Biểu tình chính trị Thái Lan 2010
Tại Thái Lan, một loạt các cuộc biểu tình chính trị chống lại chính quyền do Đảng Dân chủ lãnh đạo đã xảy ra tháng ba-tháng 5 năm 2010 do một kết quả của một cuộc khủng hoảng chính trị đang diễn ra. Các cuộc biểu tình biến thành cuộc đối đầu bạo lực, mà kết quả của hơn 80 dân thường thiệt mạng, 5 binh sĩ thiệt mạng, và 2.100 người bị thương.
Sự tức giận đối với chính phủ Thủ tướng Thái Lan Abhisit Vejjajiva, thành lập sau các cuộc vận động pháp lý và quân sự gây tranh cãi, dâng cao suốt năm 2009. Trong tháng 2 năm 2010, Abhisit thắt chặt an ninh, dự đoán phán quyết Tòa án Tối cao Thái Lan sẽ gây ra nhiều tranh cãi. Ngày phán quyết 26 tháng 2, các hoạt động phản kháng chỉ diễn ra hạn chế, nhưng Mặt trận Dân chủ chống Độc tài (UDD) (còn được gọi là "Áo đỏ") công bố sẽ tổ chức một cuộc biểu tình ngày 14 tháng 3 và kêu gọi tiến hành cuộc bầu cử mới. Abhisit tiếp tục thắt chặt an ninh với dự đoán của có phản kháng. Các phương tiện truyền thông bị kiểm duyệt, và các đài phát thanh và đài truyền hình thông cảm với những người biểu tình bị đóng cửa. Bangkok chứng kiến một trong các đợt biểu tình lớn nhất của những người áo đỏ, hay các ủng hộ viên của cựu thủ tướng Thaksin Shinawatra.
Các cuộc biểu tình ngày 14 tháng 3 là lớn nhất trong lịch sử Thái Lan và chủ yếu diễn ra trong hòa bình. Những người biểu tình yêu cầu giải thể của Quốc hội và tổng tuyển cử. Hầu hết những người biểu tình là những người nghèo nông thôn, mặc dù nhiều dân cư Bangkok cũng phản đối. Các cuộc biểu tình ban đầu đã được tập trung tại cầu Phan Fah trên đường Ratchadamnoen. Hàng chục quả bom đã được đặt ra xa khỏi vị trí phản đối chính, nhưng không có ai bị thương và không có vụ bắt giữ nào. Căng thẳng tăng lên nhanh chóng vào đầu tháng tư, khi người biểu tình xây dựng rào chắn tại các khu thương mại Ratchaprasong của Bangkok, đóng cửa các hoạt động thương mại và giao thông trong khu vực. Ngày 08 tháng 4, Abhisit tuyên bố tình trạng khẩn cấp tại Bangkok. Ngày 10 tháng tư, quân đội chính phủ đã cố gắng để giải tán người biểu tình tại Phan Fah, kết quả là 24 người chết (trong đó có một nhà báo người Nhật Bản) và hơn 800 người bị thương. Các cuộc đàm phán không đạt thỏa thuận về một ngày cho các cuộc bầu cử. Ngày 22 Tháng Tư, một loạt các cuộc tấn công lựu đạn giết chết ít nhất một người và bị thương 86 người khác. Một đề xuất của UDD về tổ chức bầu cử trong ba tháng đã bị loại trừ hoàn toàn bởi thủ tướng Abhisit trên truyền hình quốc gia. Ngày 28 tháng 4, những người biểu tình đụng độ quân sự và ở phía bắc Bangkok. Ít nhất 16 người biểu tình bị thương và một người lính bị giết do bị đồng đội bắn nhầm.
Ngày 3 tháng 5, Abhisit tuyên bố lộ trình hòa giải, trong đó bao gồm kế hoạch bầu cử vào ngày 14 tháng 11. Tiến trình hòa giải có khuynh hướng được các lãnh đạo cuộc biểu tình chấp thuận, nhưng sau khi các điều kiện mới được các lãnh đạo cuộc biểu tình đưa ra, chính phủ rút lại lộ trình hòa giải.
Căng thẳng lên cao sau khi quân đội bao vây khu vực biểu tình Ratchaprasong với xe bọc thép, binh lính vũ trang và lính bắn tỉa. Tối thứ 5 ngày 13 tháng 5, tướng Khattiya Sawasdiphol (tức "Seh Daeng", tư lệnh đỏ), một cố vẫn an ninh nổi bật của những người biểu tình, bị trúng một viên đạn bắn tỉa vào đầu trong khi đang trả lời phỏng vấn cho tờ The New York Times và chết ngày 17 tháng 5. Việc tướng Seh Daeng bị bắn mở màn cho một cuộc đàn áp quân sự. Một binh lính cũng bị giết do bị bắn nhầm. Tình trạng khẩn cấp được mở rộng ra cho 17 tỉnh trên toàn quốc tối ngày 13 tháng 5, và quân đội tuyên bố "khu vực bắn đạn thật" tại nơi diễn ra biểu tình. Các nhân viên y tế bị cấm không được vào khu vực biểu tình. Tới chủ nhật ngày 16 tháng 5, các lãnh đạo phe biểu tình thông báo họ sẵn sàng đàm phán, nếu quân đội rút ra, nhưng chính phủ đáp lại là chừng nào những người biểu tình còn tập trung sau chiến lũy tự tạo thì họ không chấp nhận bất kỳ điều kiện nào đặt lên bàn đàm phán. Tới chiều chủ nhật, tình trạng khẩn cấp được tuyên bố tại 5 tỉnh miền đông bắc. Tới sáng ngày 19 tháng 5, xe bọc thép của quân đội mở đường tấn công vào khu vực biểu tình chính, giết chết ít nhất là 5 người, trong đó có cả một nhà báo người Ý. Tới 1:30 chiều, các lãnh đạo cuộc biểu tình đầu hàng cảnh sát. Buổi chiều, hàng cuộc cuộc bạo động và đốt phá diễn ra trên toàn quốc. Quân đội tuyên bố lệnh giới nghiêm và hạ lệnh cho các đài truyền hình chỉ được phát đi các chương trình của chính phủ. Binh lính cũng được lệnh bắn tại chỗ bất kỳ ai cướp phá, đốt nhà hay kích động.